# Emad Hajjaj
Emad Hajjaj (em árabe : عماد حجاج) é um cartunista político, nascido em Ramallah (Cisjordânia) em 1960, embora a maior parte de sua vida tenha acontecido na Jordânia, foi descrito como um editorialista líder e trabalhou para Al Rai e Jordan Times.

## Historial
Estudou na Universidade de Yarmuk em 1991 em design gráfico e jornalismo. Durante os jogos pan árabes realizados em Amã, ele publicou uma caricatura que apontou para a ironia de uma nação que poderia se orgulhar quando permite que os homicídios continuem por honra. Em 2008, uma exposição de seu trabalho, com 100 desenhos, foi realizada na prefeitura de Ra's al-'Ayn, e foi colaborador da exposição Lighting Lamps, patrocinada pelo British Council.

## Críticas
B'nai B'rith acusou Emad Hajjaj de incitamento e anti-semitismo.

## Abu Mahjoob
Hajjaj criou o personagem de desenho animado Abu Mahjoob (árabe: أبو محجوب) em 1993, e ganhou popularidade na Jordânia desde então. Abu Mahjoob representa o homem comum jordão e retrata suas preocupações políticas, sociais e culturais diárias. Ele usa um terno e gravata listrada junto com um kufiyya vermelho junto com um agal e usa um bigode. Emad Hajjaj primeiro desenhou Abu Mahjoob em 1993 como um personagem que pendurou os cartazes de candidatos nas eleições parlamentares da Jordânia naquele ano. Hajjaj baseou o personagem em seu pai em termos de seu humor espirituoso e irónico.

## Prémios
- 1º prêmio como melhor cartunista e o Prémio de Criatividade para Jornalistas Al Hussein, 2001.[6]
- Melhores desenhos animados publicados nos midia araves para o ano de 2005.[6]
- Dubai Press Award Dubai para o melhor árabe em desenhos animados 2006.[6]
- Ele é considerado uma das 500 figuras mais influentes do mundo árabe, de acordo com a Arabian Business Magazine, actualmente trabalhando no jornal Alaraby Al Jadeed, em Londres.[13]